# Авиация (Краснодарский край)
Авиа́ция — хутор в Белореченском районе Краснодарского края России. Входит в состав Рязанского сельского поселения.

## География

### Улицы
- ул. Октябрьская,
- ул. Передовая[4].

## Население
| 2002 | 2010 |
| ---- | ---- |
| 104  | ↗113 |